# Aivukus cedrosensis
Aivukus cedrosensis (лат.) — вид вымерших морских млекопитающих из семейства моржовые отряда хищных. Единственный вид рода Aivukus. Его окаменелости найдены в Мексике, в отложениях датируемых от миоцена до плиоцена (7,246—5,332 млн лет назад). Судя по окаменелостям, этот вид по размерам не только не уступал современному моржу, но, может быть, и превосходил его. Возможно, питался моллюсками. Родовое название образовано от эскимосского слова «aivuk» — морж.